# 鄭現
鄭 現（チョン・ヒョン、정현, 英語表記：Chung Hyeon, 1996年5月19日 - ）は、韓国・京畿道 水原市出身の男子プロテニス選手。ATPランキング自己最高位はシングルス19位。ダブルス187位。身長188cm。体重83kg。右利き、バックハンド・ストロークは両手打ち。
ネクストジェネレーション・ATPファイナルズ初代優勝者。2014年アジア競技大会ダブルス金メダリスト。韓国人初のグランドスラムベスト4進出者。

## 選手経歴

### ジュニア時代
幼少時より視力が悪く眼鏡をかけており、目のためにと幼少期から兄とともにテニスを始めた。
2008年からフロリダのIMGニック・ボロテリー・テニスアカデミーで学ぶ。同年12月にはオレンジボウル国際テニス選手権のU-12のジュニア部門において優勝を果たす。

### 2013年 フューチャーズ初優勝
2013年ウィンブルドン選手権のシングルスでは準優勝。その1ヶ月後に地元の韓国で開催されたITF男子サーキットではフューチャーズ初優勝を果たす。

### 2014年 チャレンジャー初優勝
2014年にプロ転向。4月にデビスカップ韓国代表に選抜される。8月のバンコク・チャレンジャーでチャレンジャー初優勝。仁川アジア大会の男子ダブルスで林永奎と組んで優勝を果たした。

### 2015年 年間最優秀賞新人賞

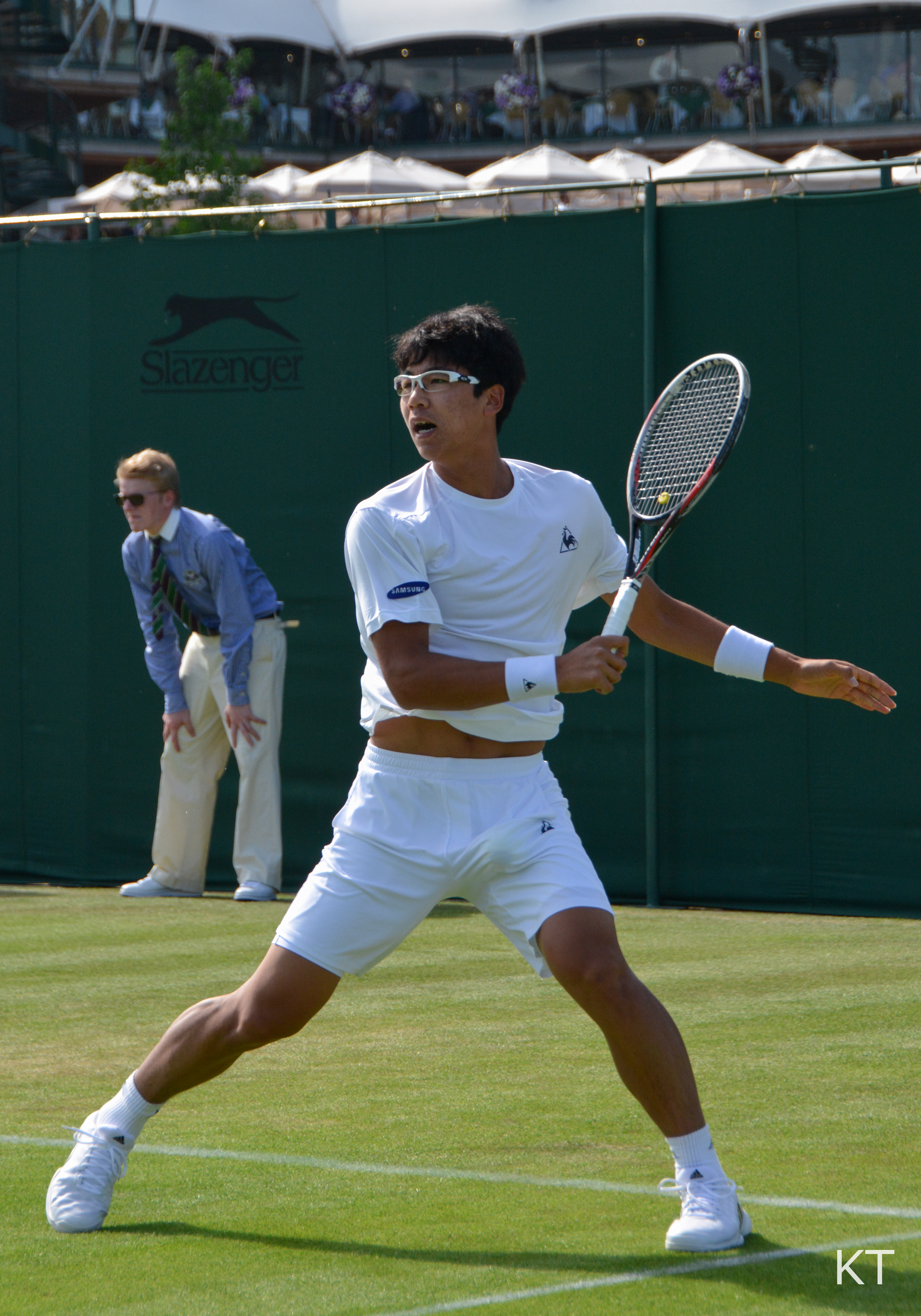
2015年ウィンブルドン選手権での鄭現

マイアミ・オープンでツアー本戦に初出場。初戦でマルセル・グラノリェルスに勝利。2回戦で世界ランク9位のトマーシュ・ベルディハに敗れた。ウィンブルドンでグランドスラム本戦初出場を果たす。1回戦でピエール＝ユーグ・エルベールに6-1, 2-6, 6-3, 2-6, 8-10のフルセットで敗れた。全米オープンで1回戦でジェームズ・ダックワースに6-3, 6-1, 6-2で勝利し、グランドスラム初勝利を挙げるも、2回戦では世界ランク5位のスタン・ワウリンカに6-7(2), 6-7(4), 6-7(6)で接戦を演じるも敗れた。年間最終ランキング51位でATP Most Improved Playerを受賞した。

### 2016年 デビスカップ参戦
年始のブリスベン国際では1回戦でサム・グロスを破ったが、2回戦でマリン・チリッチに敗退した。全豪オープンでは1回戦で世界ランキング1位のノバク・ジョコビッチに3-6, 2-6, 4-6のストレートで敗れた。ニュージーランドとのデビスカップ2016においては韓国代表として出場して、3対1で勝利して韓国の勝利に貢献した。全仏オープン後に腹部の怪我により約4ヶ月間ツアーを離脱した。年間最終ランキングは106位。

### 2017年 NextGenファイナルズ初優勝 トップ50入り
2017年全豪オープンでは1回戦でレンソ・オリボを破り全豪初勝利。2回戦でグリゴール・ディミトロフに敗れた。クレーシーズンでバルセロナ・オープンでベスト8、BMWオープンでベスト4と続けて結果を残す。
全仏オープンでは1回戦で第27シードのサム・クエリーを下して、初の3回戦に進出し、第8シードの錦織圭を相手に降雨順延を挟んで2日がかりでフルセットに持ち込む善戦を見せるも、5-7, 4-6, 7-6(4), 6-0, 4-6で敗れた。8月のロジャーズ・カップでベスト16入りすると、大会後の世界ランキングで49位になり、トップ50に入った。
11月に新設されたネクストジェネレーション・ATPファイナルに21歳以下のレースランキング7位で出場し、ラウンドロビンから全勝で決勝進出。決勝でアンドレイ・ルブレフに3-4(5), 4-3(2), 4-2, 4-2で勝利し、大会の初代優勝者となった。

### 2018年 全豪ベスト4 トップ20入り

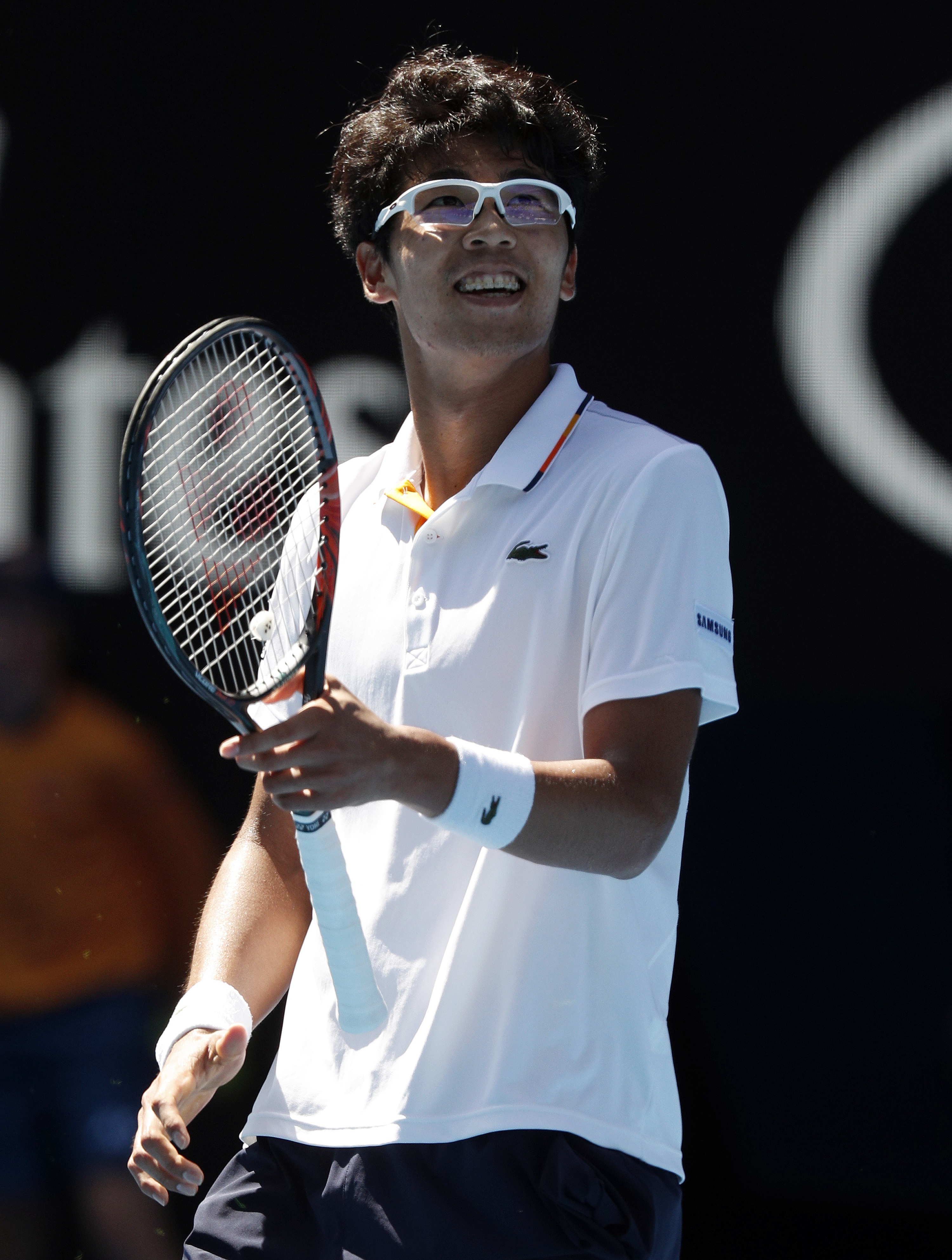
2018年全豪オープンでの鄭現

全豪オープンでは1回戦で第32シードのミーシャ・ズベレフに第1セットを先取した後、6-2, 4-1の時点でミーシャの棄権により2年連続の2回戦進出を果たすと、3回戦ではミーシャの弟である第4シードのアレクサンダー・ズベレフを5-7, 7-6(3), 2-6, 6-3, 6-0のフルセットの激闘の末に破って自身初のグランドスラム4回戦進出。その4回戦では第14シード、全豪オープン6度の優勝経験を持つノバク・ジョコビッチを7-6(4), 7-5, 7-6(3)のストレートで下してベスト8を決めた。準々決勝ではテニーズ・サンドグレンに6-4, 7-6(5), 6-3のストレートで勝利しベスト4へ。準決勝では連覇を狙う世界ランク2位、第2シードロジャー・フェデラーと対決、1-6, 2-5で第2セット途中で無念の棄権となり、決勝進出はならなかったが自身初の四大大会ベスト4を成し遂げた。
春の北米ハードシーズンではデルレイビーチ・オープンとメキシコ・オープンに出場しともにベスト8進出をすると、第23シードとして出場した3月のBNPパリバ・オープンでは3回戦で第12シードトマーシュ・ベルディヒを6-4, 6-4、4回戦で第30シードパブロ・クエバスを6-1, 6-3でストレートで下して自身初のマスターズ準々決勝進出。しかし、世界ランク1位に復帰したフェデラーに5-7, 1-6のストレートで敗れた。続くマイアミ・オープンでは4回戦でジョアン・ソウザを6-4, 6-3のストレートで破り、6大会連続でベスト8入りするも、ジョン・イスナーに1-6, 4-6のストレートで敗れたが、大会後の世界ランキングで19位となり、初のトップ20入り。
クレーシーズンはBMWオープンでベスト4に進出したが、全仏オープンには足首の怪我で欠場した。その後も回復が間に合わずウィンブルドン選手権の欠場も余儀なくされた。

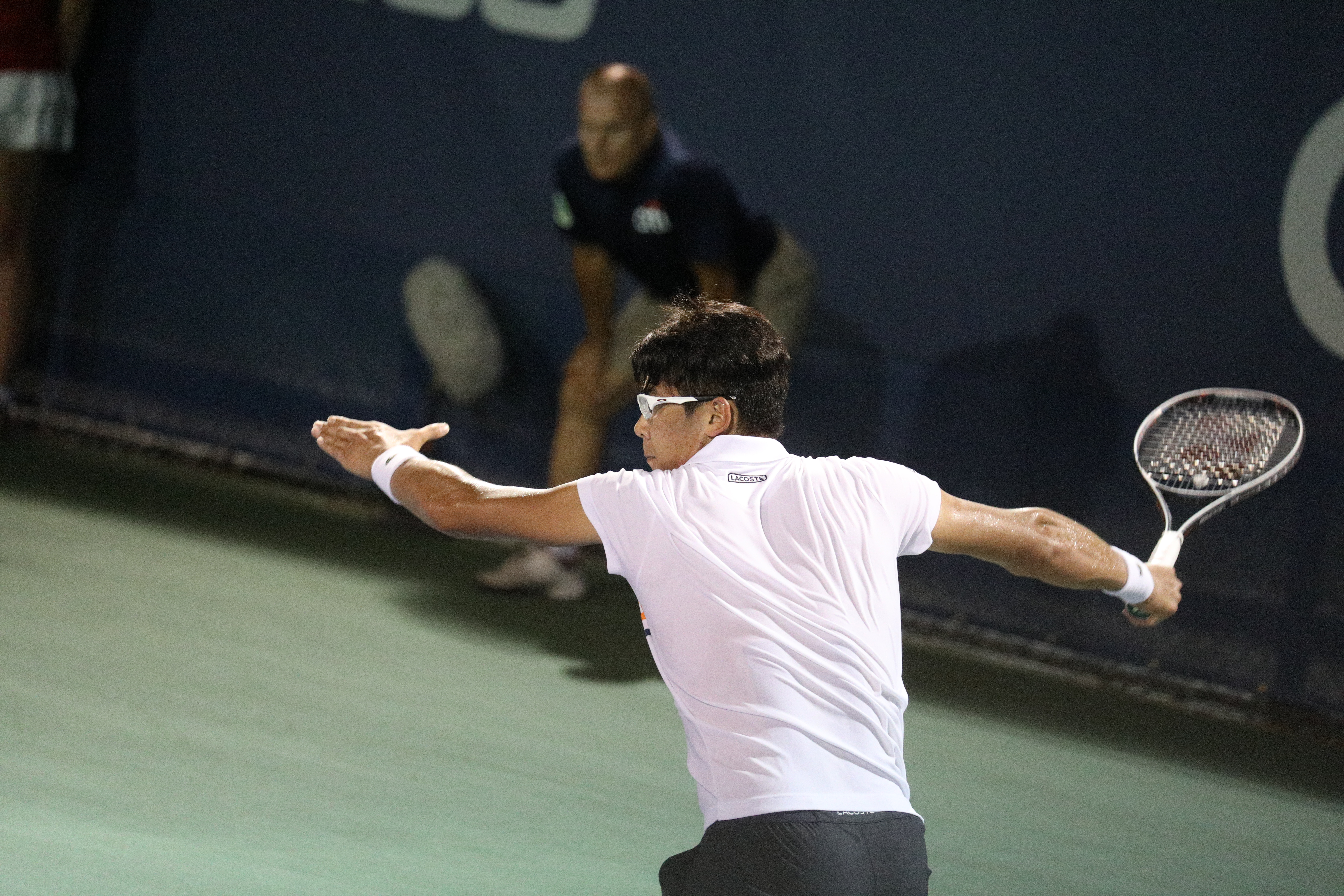
2018年ムバダラ・シティDCオープンでの鄭現

7月下旬のアトランタ・オープンで復帰してベスト8進出。シティ・オープンでは2回戦でアレックス・デミノーに2-6, 6-4, 2-6で敗れた。ウィンストン・セーラム・オープンでもベスト8進出。全米オープンでは2回戦でミハイル・ククシュキンに6-7(5), 2-6, 3-6のストレートで敗れた。年間最終ランキングは25位。

### 2019年 チャレンジャー9勝目
全豪オープンでは1回戦でブラッドリー・クランを6-7(5), 6-7(5), 6-3, 6-2, 6-4のフルセットの逆転で初戦突破するも、2回戦ではピエール＝ユーグ・エルベールに2-6, 6-1, 2-6, 4-6で敗れた。2月のABNアムロ世界テニス・トーナメント以降腰の負傷で5ヵ月間コートを離れた。8月に成都チャレンジャーで復帰すると、決勝で杉田祐一を6-4, 6-3のストレートで破り、優勝を飾った。離脱中にランキングを大きく落としたため、全米オープンは予選3試合を制して本戦出場権を獲得する。2回戦では第32シードのフェルナンド・ベルダスコを1-6, 2-6, 7-5, 6-3, 7-6(3)のフルセットの逆転で破り、初の本戦3回戦まで進んだ。3回戦では第2シードのラファエル・ナダルに3-6, 4-6, 2-6のストレートで敗れた。楽天オープンでは2回戦でマリン・チリッチを6-4, 3-6, 6-1で下して、ベスト8進出を果たした。年間最終ランキングは128位。

### 2020-2023年 長期離脱と復帰

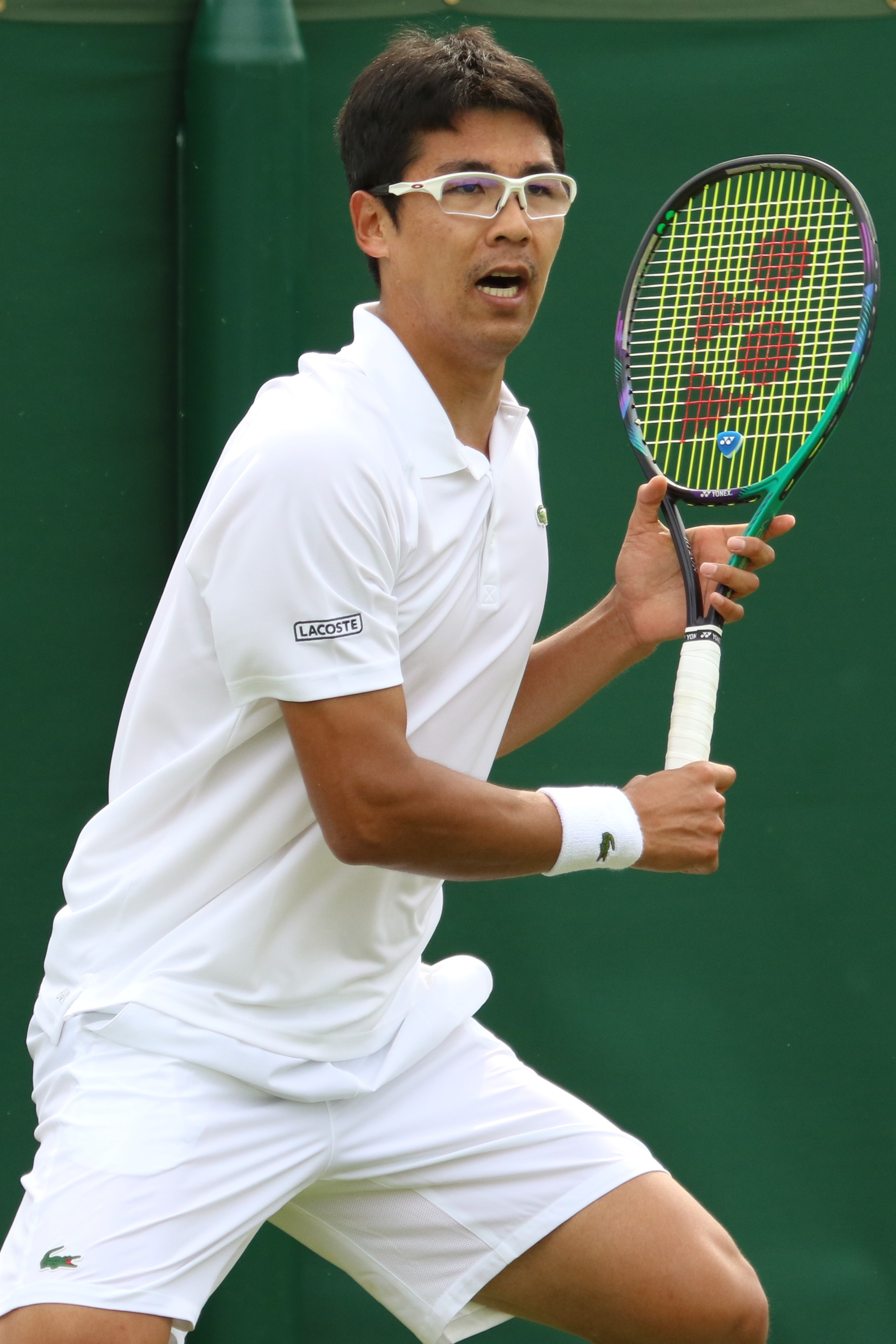
2023年ウィンブルドン選手権での鄭現

全仏オープン予選2回戦を最後に2年間ツアーを長期離脱することとなった。そして、2022年韓国オープンでワイルドカードにより、同胞の權順宇とペアを組み、ダブルスでの復帰戦でベスト4進出を果たした。2023年に入り、シングルスをメインで復帰する。復帰戦となった4月のソウル・チャレンジャーではジョーダン・トンプソンに2-6, 4-6、5月、プサン・オープン・チャレンジャーでは内山靖崇に3-6, 7-6(3), 6-2、6月、エイゴン・サービトン・トロフィーではアンディ・マレーに3-6, 2-6、続くノッティンガム・チャレンジャーではヌーノ・ボルヘスに3-6, 2-6で敗れ、ATPチャレンジャーツアー4大会すべてで初戦敗退となったが、7月、ウィンブルドン選手権ではディミタール・クズマノフを6-2, 3-6, 6-3で下して、シングルスにおいて約2年9ヶ月ぶりの白星を挙げた。

## 人物
アジア人テニス選手の第一人者であり、ライバルでもある日本の錦織圭についてこのように語っている。
錦織圭選手がアジア人としてトップ10に入ったので、僕たちアジアの選手は皆、錦織選手を目指し、一生懸命追いかけている。彼はアジアの誇りです—鄭現、

## 成績
略語の説明
| W | F | SF | QF | #R | RR | Q# | LQ | A | Z# | PO | G | S | B | NMS | P | NH |

W=優勝, F=準優勝, SF=ベスト4, QF=ベスト8, #R=#回戦敗退, RR=ラウンドロビン敗退, Q#=予選#回戦敗退, LQ=予選敗退, A=大会不参加, Z#=デビスカップ/BJKカップ地域ゾーン, PO=デビスカップ/BJKカッププレーオフ, G=オリンピック金メダル, S=オリンピック銀メダル, B=オリンピック銅メダル, NMS=マスターズシリーズから降格, P=開催延期, NH=開催なし.
| 大会           | 2014 | 2015 | 2016 | 2017 | 2018 | 2019 | 通算成績 |
| -------------- | ---- | ---- | ---- | ---- | ---- | ---- | -------- |
| 全豪オープン   | A    | LQ   | 1R   | 2R   | SF   | 2R   | 7–4      |
| 全仏オープン   | A    | LQ   | 1R   | 3R   | A    | A    | 2–2      |
| ウィンブルドン | A    | 1R   | A    | A    | A    | A    | 0–1      |
| 全米オープン   | LQ   | 2R   | A    | 2R   | 2R   | 3R   | 5–4      |

### 大会最高成績
| 大会                     | 成績 | 年         |
| ------------------------ | ---- | ---------- |
| ATPファイナルズ          | A    | 出場なし   |
| インディアンウェルズ     | QF   | 2018       |
| マイアミ                 | QF   | 2018       |
| モンテカルロ             | A    | 出場なし   |
| マドリード               | 1R   | 2018       |
| ローマ                   | A    | 出場なし   |
| カナダ                   | 3R   | 2018       |
| シンシナティ             | 2R   | 2018       |
| 上海                     | 2R   | 2017, 2018 |
| パリ                     | 2R   | 2017       |
| オリンピック             | A    | 出場なし   |
| デビスカップ             | Z1   | 2014-2017  |
| Next Gen ATPファイナルズ | W    | 2017       |